# 財満健太
財満 健太（ざいま けんた、10月20日 - ）は、日本の男性声優。アプトプロ所属。大分県出身。

## 略歴
アプトプロ付属養成所3期生。
高校時代は青春と言えるような甘酸っぱいものは無く、コンビニも無いようなところだったため、帰りも駄菓子屋に寄りアイスを齧って帰るような生活であった。高校時代は、ラグビー部に所属していた。
声優になる前、親は財満が声優になることに「ありえない」と激怒していた。父はアニメ、漫画が割と好きで、その父の中で声優というのは「声が変わっている」というイメージがあったようであった。財満は父と声が同じのため、「俺みたいな声のやつが声優になれるわけねーだろ！」、「お前みたいなありふれた声が声優になってどんな役をやれるんだ！」と怒られた。父には「大学に行かせて就職させたい」という気持ちがあったようだが、財満は声優になる以外の夢は考えられなかったことから、「もう他は考えられない。大学も別に行きたいとも思わない」と説き伏せて、それに根負けしたようであった。
高校卒業後、声優を目指すために上京。あまりパソコンなどが使えないため、浅い知識しか調べられず、養成所があるということも高校時代は無知だった。「とりあえず専門学校にみんな通うんだろうな」という気持ちで、「専門学校ランキング」のようなものを上から申し込んでいき、専門学校に入学。
声優を目指しつつ、専門学校の奨学生のような形で援助してくれる会社の契約社員として就職。
その後は、養成所に通いながらでアルバイトのラーメン屋で働き続けていたところ、一度店長になり、スープも作れるようになった。
一時期、「家族がバラバラになるんじゃないか」といった出来事があり、「実家に帰らなきゃ」と思った。その時、高校生の弟が憔悴しきって入院したという話も聞いて、「兄貴がそっちに行って、俺は一人ぼっちだ」といったことも言われて、「自分は冒険させてもらったし、それで帰ろう」と思った。
それと同時期、所属2年目の最後に各事務所の所属オーディションがあるが、専門学校に通っていた時の同期が声を掛け、「お前もったいないよ。最後に辞めるか辞めないか判断をつけるためにも、一緒にオーディション受けてくれ」と誘ってくれた。「じゃあ実家にもそうする」という話をしたところ、弟も応援してくれて、「これが最後だ」と思いながら受けたところ、アプトプロに合格したという。
オーディションは一つしか受けていないため、この友人がいなかったら実家に帰っていたといい、2018年時点でも声優として活動しているのも、声を掛けてくれた友人のお陰なのかなと語る。

## 人物
養成所時代は荒っぽい感じの役が得意で、講師陣からも褒められたが、逆にセンチメンタルな芝居が苦手で、「声を張らずに感情の起伏を出さなくちゃいけない」というのが疎かった。勢いを出してガッっといくのは得意だが、失恋の傷心などは全然想像もつかず、小手先のことしかできなかったという。
牛丼は吉野家派で、ごはんのお供はたくあん派。
細身の体型が悩みで、ラグビーをしていた時も「鍛えなきゃな」と思い、たくさん食べたりプロテインを飲んだりしていたが、結局体重は増えなかった。

## 出演
太字はメインキャラクター。

### テレビアニメ
2013年
- 恋愛ラボ（男子）

2014年
- 団地ともお（カップル男）
- フューチャーカード バディファイト（祠堂孫六、週番、第一の戦士 アインダー、迅雷騎士団 ブロードソード・ドラゴン、迅雷騎士団 ドラゴ・アーチャー、ステルス忍者 霧隠れ才蔵）

2015年
- フューチャーカード バディファイト100（祠堂孫六、戦士 ハルファス、五角騎竜 風弓のメグレス、超白虎 アキシオン、祠堂の先祖）
- ヤング ブラック・ジャック（医師）

2016年
- 田中くんはいつもけだるげ（親衛隊C、マネージャー、男子生徒B）
- TRICKSTER -江戸川乱歩「少年探偵団」より-（太田健二、田辺裕二、鈴木尊将、澤田健、上司C、山中健人、中田史人、マシンボイス）
- フューチャーカード バディファイトDDD（祠堂孫六、カメ三郎、受付）

2017年
- テイルズ オブ ゼスティリア ザ クロス（小麦農家、兵士）
- TRICKSTER -江戸川乱歩「少年探偵団」より-（鈴牛太郎、古川哲平、大木純、石澤賢一、玄葉忠敬、小平鉄矢、少年）
- フューチャーカード バディファイトX（祠堂孫六、赤の妖 金熊童子、黒印竜 アールボウ、切り込み隊長 デルタ、死灰魔導 エルシニアス）
- コンビニカレシ（サッカー部先輩、三年生、男子、部員、平林 他）
- 異世界食堂（衛士）
- TSUKIPRO THE ANIMATION（友人A、カメラマン、スタッフB、舞台監督、CMスタッフ 他）
- アニメガタリズ（阿佐ヶ谷修吾）

2018年
- 恋は雨上がりのように（客、店員、男子生徒）
- ピアノの森（2018年 - 2019年、誉子父、蒲田、アナウンス、イーゴリ 他） - 2シリーズ
- キラッとプリ☆チャン（2018年 - 2019年、えもパパ）
- されど罪人は竜と踊る（党員）
- フューチャーカード バディファイトX オールスターファイト（祠堂孫六）
- SSSS.GRIDMAN（駅員） - 2023年に劇場総集編公開

2019年
- 八月のシンデレラナイン（蔵元中央シニア選手）
- 旗揚!けものみち（兵士、ハンター3、審判、街人）
- ACTORS -Songs Connection-（ボルケーノ店長、政府関係者）

2020年
- 歌舞伎町シャーロック（松本春清）
- 八男って、それはないでしょう!（ヘルマン、料理長、兵士B）
- ゾイドワイルド ZERO（兵士）

2021年
- オルタンシア・サーガ（オルタンシア兵、トゥール騎士、教会騎士、父親、兵士 他）
- 怪物事変（救急隊員、警察官、アナウンサー、酔っ払い）
- バクテン!!（白石文彦、男性、男子生徒）
- ピーチボーイリバーサイド（村人、鮮魚店店主）
- かげきしょうじょ!!（JPXファン、スタッフC、若者A、翔、クラスメート男子A 他）
- 平穏世代の韋駄天達（兵士、部下、海軍兵、おざなり人間）
- 乙女ゲームの破滅フラグしかない悪役令嬢に転生してしまった…X（ドラゴン、同僚）

2022年
- CUE!（ライブ会場の担当者、店員）
- 天才王子の赤字国家再生術（ソルジェスト将兵）
- ヒロインたるもの!〜嫌われヒロインと内緒のお仕事〜（記者B）
- 連盟空軍航空魔法音楽隊ルミナスウィッチーズ（ニューゼーラント空軍の下士官、クルー）
- シャインポスト（通行人）

2023年
- アルスの巨獣（兵士）
- TRIGUN STAMPEDE
- ツンデレ悪役令嬢リーゼロッテと実況の遠藤くんと解説の小林さん（アウグスト）
- BLEACH 千年血戦篇-訣別譚-（技術開発局局員）
- 鴨乃橋ロンの禁断推理（村人）

2024年
- 弱キャラ友崎くん 2nd STAGE（橘）
- ささやくように恋を唄う（ライブ観客）
- グレンダイザーU（リヤド市民B、フリード星人C、守衛、警備員、ベガ兵A 他）
- 魔王軍最強の魔術師は人間だった（住民B、住民）
- 魔導具師ダリヤはうつむかない（ギルド職員〈男性B〉、ギルド職員A）
- 星降る王国のニナ（暗殺者、獄卒）
- 神之塔 -Tower of God- 工房戦

2025年
- 悪役令嬢転生おじさん（執事、職員A、生徒、配送員、男性C）
- メダリスト（試験官）
- 没落予定の貴族だけど、暇だったから魔法を極めてみた（イフリート、兵士、店主、オークバンパイア、スパイB 他）
- 異修羅（黄都兵）
- ババンババンバンバンパイア（中岡慎太郎）
- 青のミブロ（刺客）
- 外れスキル《木の実マスター》 〜スキルの実（食べたら死ぬ）を無限に食べられるようになった件について〜（商人）
- 不遇職【鑑定士】が実は最強だった（領民）
- トリリオンゲーム（ディレクター）
- ロックは淑女の嗜みでして（帽子男）
- 盾の勇者の成り上がり Season 4（セインの世界の敵、重鎮、刺客サルB、住民A）

### 劇場アニメ
- 魔法少女リリカルなのは Detonation（2018年、隊員）
- 劇場版 乙女ゲームの破滅フラグしかない悪役令嬢に転生してしまった…（2023年）

### OVA
- ブラッククローバー（2016年、少年）
- 乙女ゲームの破滅フラグしかない悪役令嬢に転生してしまった…X（2021年、先生） - コミックス第7巻特装版

### Webアニメ
- 超游世界（2017年、ハクラン）
- ソードガイ The Animation（2018年、男、警備員、若者2、男A）
- 天空侵犯（2021年、宮下留希也）
- 鎮西八郎為朝（2022年 - 2023年、地頭の使い、若者の侍、部下、家臣、兵士）

### ゲーム
2012年
- ココロコネクト ヨチランダム（不良）
- バカとテストと召喚獣 PORTABLE（男子生徒）

2015年
- フューチャーカード バディファイト 友情の爆熱ファイト!（祠堂孫六）

2016年
- クイズRPG 魔法使いと黒猫のウィズ（アクサナ・コルテ、アモン・バッケン）

2017年
- 一血卍傑-ONLINE-（シバエモン）
- スタレボ☆彡 88星座のアイドル革命（獅童ハヤテ）
- アンティーク カルネヴァーレ
- サウザンドメモリーズ（虐楽の処刑人ギルシュターク、燐光の聖魔導師ジェラール）
- イケメン戦国 時をかける恋－新たなる出逢い-

2018年
- メギド72（2018年 - 2023年、シャミハザ）
- 勇者大陸伝説（大聖）
- プレカトゥスの天秤（ヤック・デンジャー）

2019年
- 極道の龍（林原 京）

2020年
- 龍が如く7 光と闇の行方

2023年
- OCTOPATH TRAVELER II

### ドラマCD
2013年
- オーディオドラマ まおゆう魔王勇者 外伝 砂丘の国の弓使い 前編・後編（魔導兵 他）※シリアルナンバー入りアクセスカードによる配信。

2015年
- ドラマCD 王家の紋章 （ジミー） - 60巻・62巻特装版
- ドラマCD 小林が可愛すぎてツライっ!!（男子生徒）
- BLCD FLESH & BLOOD 19・20（2015年 - 2016年、物売り、ペペ）
- ドラマCD PEACE MAKER 鐡 第六巻

2016年
- BLCD よるとあさの歌（バンドマン）

2020年
- スクールバンドライフ The First Semester Side：テクノポップバンド部（高屋敷樂）

2022年
- ドラマCD 新しいゲーム始めました。～使命もないのに最強です?～（運営）

2023年
- ドラマCD ジーンのいじわる（先輩社員）

### デジタルコミック
- 人形峠 （2018年、支倉正造）[14]
- 母親に捨てられて残された子どもの話（2021年、先生）[15]
- 自分の顔が嫌すぎて、整形に行った話（2021年、柊 ほか）[15]
- うちの上司は見た目がいい（2021年、安西）[15]
- 三ヶ月前に別れた先輩後輩の話（2021年、堂林一馬）[15]
- 先輩、断じて恋では!（2022年、今泉）
- 二度目の異世界、少年だった彼は年上騎士になり溺愛してくる（2022年、エリオット様[16]）
- おい、外れスキルだと思われていた《チートコード操作》が化け物すぎるんだが。（2023年、見物人、冒険者[17]）
- 自称”平凡”な癒しの聖女ですが、王子から婚約者として執着されています（2023年、レイの父[18]）
- 勇者の俺様が魔導士なんかに!（2023年、シド[19]）

### 吹き替え
- 裏切りのスナイパー（2013年、アルノー 他）
- ゴッド・オブ・バイオレンス シベリアの狼たち（2014年、ウルチャー 他）
- タイム・ハンターズ〜19世紀の海賊と謎の古文書〜
- 最後の召喚師 -The Last Summoner-（2023年、男子生徒D）

### その他コンテンツ
- Blu-ray & DVD クラゲの食堂（2016年、家族）[20][21]
- 城崎広告（2017年、大神勇人）[22]
- オーディオドラマ『芙蓉友奈は語部となる』（2023年、参拝客）

## ディスコグラフィ

### キャラクターソング
| 発売日   | 商品名                                                            | 歌          | 楽曲                         | 備考                                             |
| 2018年   | 2018年                                                            | 2018年      | 2018年                       | 2018年                                           |
| -------- | ----------------------------------------------------------------- | ----------- | ---------------------------- | ------------------------------------------------ |
| 12月26日 | スタレボ☆彡 88星座のアイドル革命 THE BEST「STAR REVOLUTION」Vol.3 | グロリアス  | 「Horoscope」 「俺色の星空」 | ゲーム『スタレボ☆彡 88星座のアイドル革命』関連曲 |
| 2020年   |                                                                   |             |                              |                                                  |
| 7月8日   | スクールバンドライフ The First Semester Side:テクノポップバンド部 | HAPPY SCORE | ｢キミ色ダンスコード｣         |                                                  |

### 初出話一覧
1. 1 2 3 4 5 6 7 8  第2話初出
2. 1 2 3  第1話初出
3. 1 2 3  第3話初出
4. 1 2 3  第5話初出
5. 1 2 3  第6話初出
6. 1 2 3 4  第8話初出
7. 1 2  第11話初出
8. 1 2  第12話初出
9. ↑  第17話初出
10. 1 2  第4話初出
11. 1 2  第10話初出
12. 1 2  第7話初出
13. ↑  第16話初出
14. ↑  第19話初出
15. ↑  第26話初出

### ユニットメンバー
1. ↑  英瑞樹（笹翼）、橋爪ルドルフ（大河元気）、獅童ハヤテ（財満健太）
2. ↑  雲英聖（沢城千春）、高屋敷樂（財満健太）、杏文（梶田大嗣）